# 栃木県立真岡北陵高等学校
栃木県立真岡北陵高等学校（とちぎけんりつ もおかほくりょうこうとうがっこう）は栃木県真岡市下籠谷にある栃木県立高等学校。

## 概観
芳賀郡立農林学校として設置された後、幾度かの改称を経て現在の名称となる。

1995年に栃木県産業教育審議会の答申により、真岡高校などにあった商業科を引き入れ、総合選択制専門高校（現在栃木県内に5校ある）への学科改編を行った。

現在は5つの学科があり、すべての学科で現場での実習活動がある。
2023年7月に公表された第3期県立高校再編計画（2024～35年度）において、真岡北陵高等学校は、栃木県立真岡工業高等学校と統合し、介護福祉科は廃止し代わりに栃木県立益子芳星高等学校に福祉コースを新設することとされたが、福祉コースでは国家資格受験までの年数が長くなることなどから、介護士の人材不足を懸念する真岡市や芳賀郡市医師会などが廃止撤回の要望をだした結果、廃止は撤回され、統合後の介護福祉科の定員を20人、商業科定員を40人から20人とすることで、全体の定員を調整し、統合後は真岡工業高校の敷地を使用する予定を変更し、真岡北陵高等学校の敷地利用、また益子芳星高等学校に福祉コース新設も撤回された。

## 沿革

### 年表
- 1908年（明治41年）4月30日 - 芳賀郡立農林学校として開校。
- 1923年（大正12年）4月1日 - 栃木県立真岡農業学校に改称。
- 1948年（昭和23年）4月1日 - 栃木県立真岡農業高等学校に改称。
- 1963年（昭和38年）4月1日 - 機械科を設置。
- 1995年（平成7年）4月1日 - 栃木県立真岡北陵高等学校に校名改称。総合選択制専門高校への学科改編。真岡高校から商業科が移転し、総合ビジネス科として生まれ変わった。

## 基礎データ

### 所在地
- 栃木県真岡市下籠谷396

### アクセス
- 関東自動車 宇都宮東武～宇都宮駅西口～真岡営業所線[2]で「真岡北陵高校前」バス停下車すぐ

### 設置学科
- 全日制課程
  - 生物生産科
  - 農業機械科
  - 食品科学科
  - 総合ビジネス科
  - 介護福祉科

## 通学者
主に真岡市、芳賀郡（益子町・芳賀町・市貝町・茂木町）からの通学者が多い。
真岡市、芳賀郡以外では宇都宮市東部（清原地区・瑞穂野地区）や河内郡上三川町等からの通学者がある。

## 生徒会活動・部活動

### 部活動

#### 運動部
- 陸上部
- 野球部
- バレーボール部
- バドミントン部
- バスケットボール部
- テニス部
- 剣道部
- ライフル射撃部
- サッカー部
- 卓球部
- 弓道部

#### 文化部
- 文芸部
- 被服部
- ボランティア部
- 吹奏楽部
- 商業部
- 日本音楽部
- 食物部
- 写真部
- 茶道部
- 華道部
- 演劇部

#### 同好会
- 軽音楽同好会

## 著名な出身者
- 菊地恒三郎（栃木県真岡市長） ※真岡農業学校時代
- 田所嘉徳（衆議院議員） ※真岡農業高校時代
- 廣田茂十郎（栃木県芳賀郡益子町長） ※真岡農業高校時代
- 折原梨花（射撃選手）